# Moritz von Loehr
Pour les articles homonymes, voir Lohr (homonymie).
Moritz von Loehr ou Moritz von Löhr, né le 7 octobre 1810 à Berlin et mort le 28 octobre 1874 à Vienne, est un architecte et ingénieur autrichien.

## Biographie
Loehr étudie à l'école polytechnique de Vienne. En 1838, il conçoit les bâtiments et les installations de la gare de Gloggnitz à Vienne. En 1842, il accompagne Carl von Ghega lors d'un voyage en Angleterre et en Amérique du Nord. Entré dans le service en 1842, il devient sept ans plus tard responsable de l'ensemble de la construction du réseau ferroviaire national. En 1857, il prend la tête du département de la construction au ministère du Commerce, du Commerce et des Travaux publics et en 1859 au sein du ministère de l'Intérieur. Par ailleurs, il collabore avec la mairie de Vienne et supervise la construction du Ring.
En 1857, il prend part à la construction du boulevard. En janvier 1859, il présente une première esquisse pour la construction de la caserne Rossauer. 
De 1864 à 1869, il construit, avec le concours du sculpteur Johann Meixner, la fontaine du Danube (Danubiusbrunnen) située contre la façace du palais de l'archiduc Albert sur l'Albertinaplatz dans le premier arrondissement de Vienne,.
En 1868, il est invité à participer avec Heinrich von Ferstel, Theophil Hansen et Karl von Hasenauer au concours pour les musées impériaux de Vienne. Il participe à la rédaction de la revue d'architecture Allgemeine Bauzeitung (de) dirigée par Ludwig Förster (de).
Son fils est l'ingénieur August von Loehr.

## Œuvre
- 1857 : conception du Ring ;
- 1858 : Westbahnhof à Vienne[4] ;

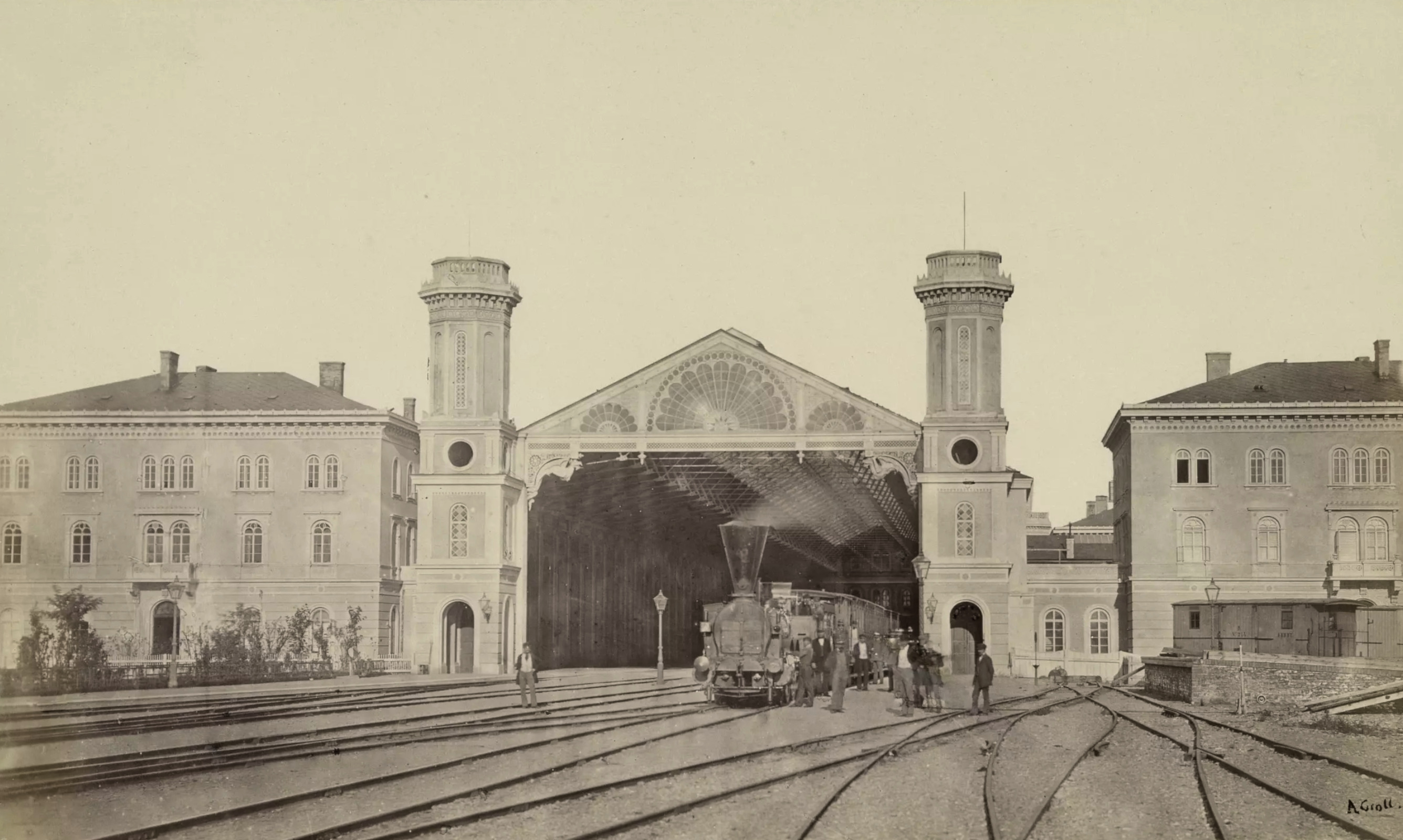
La Westbahnhof à Vienne en 1860.

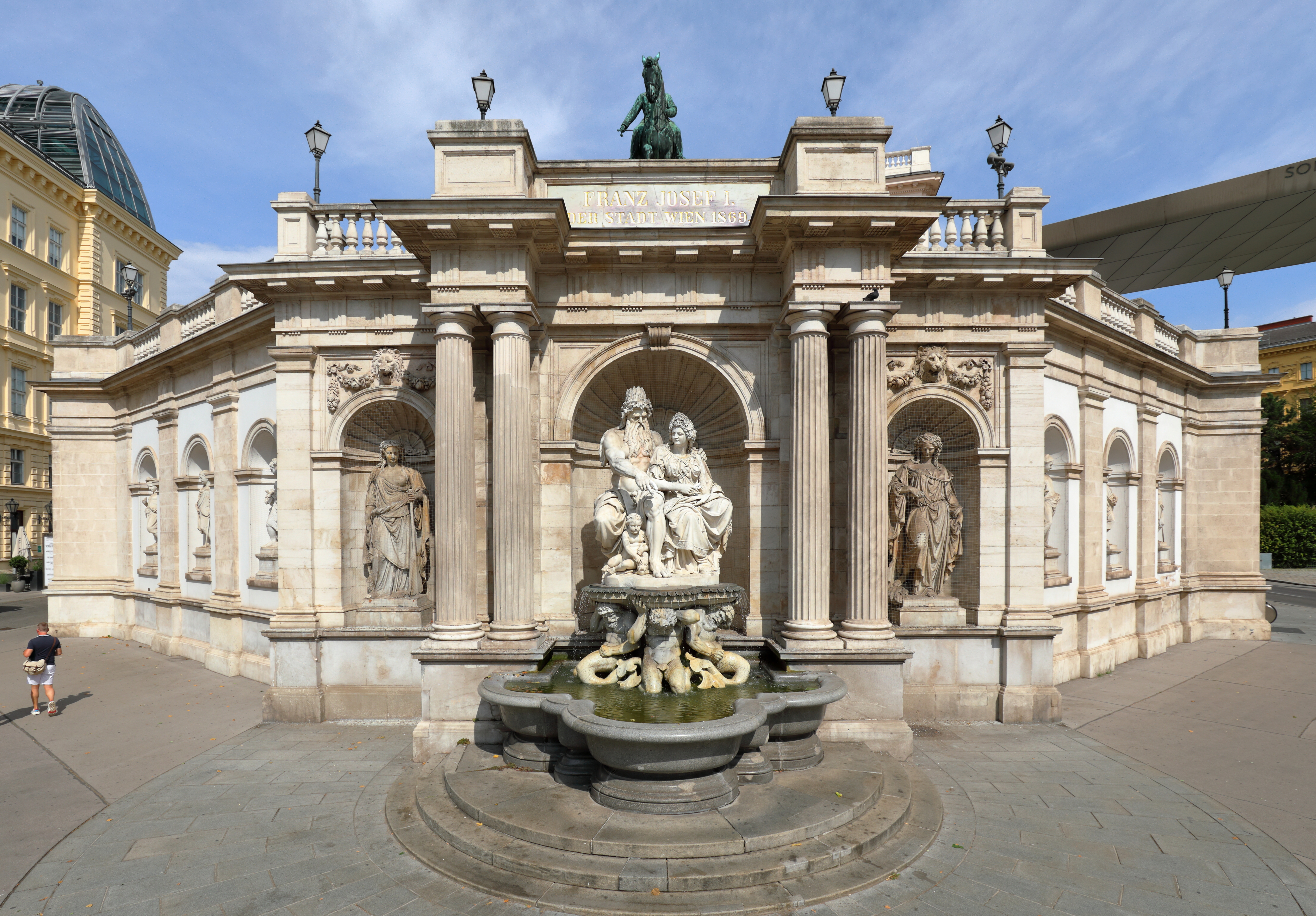
Fontaine du Danube (Danubiusbrunnen) à Vienne.

- 1859 : projet pour la caserne Rossauer ;
- 1864-1869 : reconversion du bastion des Augustins (de), qui fait partie des anciennes fortifications de Vienne ;
- 1864-1869 : Albrechtsbrunnen (ou Danubiusbrunnen) avec le sculpteur Johann Meixner.